# هالبروک (ماساچوست)
هالبروک، ماساچوست
هالبروک (به انگلیسی: Holbrook) شهرکی در شهرستان نورفک ماساچوست می‌باشد که در سال ۱۸۷۲ بنیان‌گذاری شده‌است. این شهرک در سرشماری سال ۲۰۱۰ میلادی، ۱۰٬۷۹۱ نفر جمعیت داشته‌است.